# Castellano (cargo)
El castellano (en latín: castellanus o castlanus, en toda la Europa medieval) era el vasallo encargado de la guarda, la defensa y el gobierno de una castellanía que incluía el castillo y, a menudo, también el territorio (normalmente un feudo) o término circundante. En los documentos de la Edad Media escritos en latín, son llamados castellanus o castlanus. 
Muy a menudo conviene diferenciar, en relación con un mismo castillo, la existencia de un castellano mayor y de un castellano menor o subcastellano. El castellano podía ser un caballero, muy a menudo de procedencia no noble, que había recibido, en la Edad Media central o plena, de un magnate o de un vasallo del conde, el encargo (temporal o no) de gestionar un castillo, con las tierras y derechos que de él dependían. El castellano normalmente tenía sus propios caballeros.

## Sacro Imperio Romano Germánico
En el Sacro Imperio Romano Germánico, el castellano (en alemán: Burgherr; lit. señor del castillo) procedía de una familia noble, en la mayoría de casos de patricios, y muchas veces, junto a otros castellanos de la ciudad o de la villa, se convirtieron en regidores de la misma (formando el consejo municipal, como en el caso del Patriciado de Núremberg). En algunas partes su poder era tal, que generaba tensiones y hasta conflictos armados con los burgraves y margraves, la nobleza tradicional, cuyos miembros dentro del sistema feudal germánico se consideraban los legítimos señores de sus dominios, por lo que esperaban seguir cobrando parte de los impuestos y los derechos que les correspondían. Los castellanos, por otra parte, solo se veían obligados a pagar impuestos a las arcas imperiales, constituyendo la base de lo que llegaría a llamarse ciudad imperial libre. En la Franconia de los Hohenzollern, por ejemplo, el papel de los castellanos cobraba cada vez más importancia (sobre todo en lo civil) a costa de los burgraves, condición que dio lugar a los dos conflictos armados conocidos como guerras de los Margraves (primera y segunda). Es interesante notar que tanto Burgherr como Burggraf son términos basados en la palabra castillo (Burg), con el significado de «señor del castillo» y «conde del castillo» respectivamente.